# Liste privater Lokalradios in Nordrhein-Westfalen
Die Liste privater Lokalradios in Nordrhein-Westfalen beinhaltet die derzeit 45 Lokalradios in Nordrhein-Westfalen und einige nicht mehr bestehende Sender. Privates Lokalradio in Nordrhein-Westfalen begann mit dem Sendebetrieb von  Radio DU (heute: Radio Duisburg) am 1. April 1990. Derzeit arbeiten alle Sender mit Radio NRW als Rahmenprogrammanbieter zusammen.
Im Kreis Olpe gibt es bisher kein Lokalradio. Derzeit lässt sich in einigen Teilen des Kreises das benachbarte Radio Siegen von den Senderstandorten Siegen-Giersberg und Bad Berleburg-Aue empfangen. Im Jahr 1998 bekamen die privaten Lokalradios im Westen von NRW Konkurrenz aus dem deutschsprachigen Ostbelgien, mit 100’5 Das Hitradio. Dies hatte zur Folge, dass im Kreis Heinsberg Welle West nach 15 Jahren den Sendebetrieb einstellte und es seitdem ebenfalls kein Lokalradio mehr vorhanden ist. Weil Radio NRW sein Mantelprogramm nur indirekt über die angeschlossenen Lokalsender verbreiten lässt, sendet es damit offiziell nicht in diesen beiden Kreisen. Mit der Insolvenz von Radio Aachen kam es zu einer Zusammenlegung der Sendegebiete Aachen-Stadt und Kreis Aachen. Hier sendet jetzt für die Städteregion Aachen das private Lokalradio Antenne AC. Aus wirtschaftlichen Gründen ist es oft schwierig ein privates Lokalradio zu betreiben, da auch der öffentlich-rechtliche Westdeutsche Rundfunk Radiowerbung ausstrahlt über die WDR mediagroup auch für Privatradios Werbung vermarktet und zudem bis 2018 an Radio NRW mit bis zu 30 % beteiligt war. Ein landesweites Privatradio auf UKW existiert seit 2022 in Form von NRW1.

## Liste der bestehenden Lokalradios
| Name                  | Sendegebiet                                         | Sendestart         | Sitz            | Chefredaktion              | Bemerkungen | Service- gesellschaft |
| --------------------- | --------------------------------------------------- | ------------------ | --------------- | -------------------------- | --- | --------------------- |
| Antenne AC            | Städteregion Aachen                                 | 7. Dezember 1991   | Würselen        | Ute Büttner                | Seit dem 11. Januar 2010 wieder dem Mantelprogramm von Radio NRW angeschlossen. Antenne AC löste am 4. Oktober 2010 auf der Frequenz von Radio Aachen das dortige Mantelprogramm ab und ist seit 18. November 2010 auch offiziell für die ganze Städteregion auf Sendung. | PFD                   |
| Radio Berg            | Rheinisch-Bergischer Kreis und Oberbergischer Kreis | 7. Oktober 1995    | Kürten          | Alex Pesch                 | | DuMont                |
| Radio Bielefeld       | Bielefeld                                           | 1. Juni 1991       | Bielefeld       | Timo Fratz                 | | ams                   |
| Radio Bochum          | Bochum                                              | 4. August 1990     | Bochum          | Andrea Donat               | Ging als Ruhrwelle Bochum auf Sendung, später umbenannt in Ruhrwelle bzw. Radio 98,5 | Westfunk              |
| Radio Bonn/Rhein-Sieg | Bonn und Rhein-Sieg-Kreis                           | 11. Mai 1991       | Bonn            | Volker Groß                | | DuMont                |
| Radio 91.2            | Dortmund                                            | 6. Oktober 1990    | Dortmund        | Mathias Scherff            | | audiowest             |
| Radio Duisburg        | Duisburg                                            | 1. April 1990      | Duisburg        | Markus Augustiniak         | Radio Duisburg war das erste Lokalradio NRWs. Am 1. April 1990 ging es unter dem Namen Radio DU auf Sendung. | Westfunk              |
| Antenne Düsseldorf    | Düsseldorf                                          | 7. Oktober 1990    | Düsseldorf      | Christian Zeelen           | | PFD                   |
| Radio Emscher Lippe   | Gelsenkirchen, Bottrop und Gladbeck                 | 6. Oktober 1990    | Gelsenkirchen   | Lennart Hemme              | | Westfunk              |
| Radio Ennepe Ruhr     | Ennepe-Ruhr-Kreis                                   | 31. August 1991    | Wuppertal       | Georg Rose                 | Ging im Jahr 1991 als Radio EN auf Sendung und wurde 2008 in Radio Ennepe Ruhr umbenannt. | Westfunk              |
| Radio Erft            | Rhein-Erft-Kreis                                    | 1. November 1992   | Wesseling       | Christian Meißner-Philipps | | DuMont                |
| Radio Essen           | Essen                                               | 1. April 1992      | Essen           | Christian Pflug            | | Westfunk              |
| Radio Euskirchen      | Kreis Euskirchen                                    | 31. August 1997    | Euskirchen      | Norbert Jeub               | | DuMont                |
| Radio Gütersloh       | Kreis Gütersloh                                     | 14. September 1991 | Gütersloh       | Carsten Schoßmeier         | | ams                   |
| Radio Hagen           | Hagen                                               | 29. September 1990 | Hagen           | Cordula Aßmann             | | Westfunk              |
| Hellweg Radio         | Kreis Soest                                         | 1. Juli 1990       | Soest           | Ruth Heinemann             | | AUDIOSERVICE plus     |
| Radio Herford         | Kreis Herford                                       | 1. April 1991      | Herford         | Carsten Dehne              | | ams                   |
| Radio Herne           | Herne                                               | 1. September 1990  | Herne           | Christine Schindler        | | Westfunk              |
| Radio Hochstift       | Kreis Paderborn und Kreis Höxter                    | 31. Oktober 1991   | Paderborn       | Martin Lausen              | | ams                   |
| Radio Kiepenkerl      | Kreis Coesfeld                                      | 1. Februar 1992    | Dülmen          | Andreas Kramer             | Benannt nach dem „Kiepenkerl“ – Händler, die in früheren Zeiten Waren in Kiepen in die Städte des Münsterlandes brachten. | MMS                   |
| Radio Köln            | Köln                                                | 4. Mai 1991        | Köln            | Claudia Schall             | | DuMont                |
| Radio K.W.            | Kreis Wesel                                         | 6. Mai 1990        | Wesel           | André Fritz                | Ging als zweites NRW-Lokalradio auf Sendung. | Westfunk              |
| Radio Leverkusen      | Leverkusen                                          | 8. Mai 1991        | Leverkusen      | Michael Thuge              | | DuMont                |
| Radio Lippe           | Kreis Lippe                                         | 1. April 1991      | Detmold         | Markus Knoblich            | | ams                   |
| Radio Lippewelle Hamm | Hamm                                                | 6. Juni 1990       | Hamm            | Matthias Dröge             | Der Sender ist der Spitzenreiter auf Platz 1 im Ranking unter den 45 NRW-Lokalradios. | AUDIOSERVICE plus     |
| Radio MK              | Märkischer Kreis                                    | 13. Mai 1990       | Iserlohn        | Holger Jahnke              | Der Sender war das dritte Lokalradio, das auf Sendung ging. | AUDIOSERVICE plus     |
| Radio 90,1            | Mönchengladbach                                     | 29. September 1990 | Mönchengladbach | Gudrun Gehl                | | PFD                   |
| Radio Mülheim         | Mülheim an der Ruhr                                 | 6. August 2007     | Oberhausen      | Olaf Sandhöfer-Daniel      | Radio Mülheim ist aus Antenne Ruhr hervorgegangen und zusammen mit Radio Oberhausen das jüngste Lokalradio. | Westfunk              |
| Antenne Münster       | Münster                                             | 29. September 1991 | Münster         | Stefan Nottmeier           | | MMS                   |
| Radio Neandertal      | Kreis Mettmann                                      | 15. September 1990 | Mettmann        | Tatjana Pioschyk           | | PFD                   |
| NE-WS 89.4            | Kreis Neuss                                         | 1. Dezember 1990   | Neuss           | Tony Kaufmann              | | PFD                   |
| Antenne Niederrhein   | Kreis Kleve                                         | 29. August 1992    | Kleve           | Thomas Bollmann            | | PFD                   |
| Welle Niederrhein     | Krefeld und Kreis Viersen                           | 31. August 1991    | Krefeld         | Anouk van der Vliet        | | PFD                   |
| Radio Oberhausen      | Oberhausen                                          | 6. August 2007     | Oberhausen      | Olaf Sandhöfer-Daniel      | Radio Oberhausen ist aus Antenne Ruhr hervorgegangen und zusammen mit Radio Mülheim das jüngste Lokalradio. | Westfunk              |
| Radio RSG             | Remscheid und Solingen                              | 30. August 1992    | Solingen        | Thorsten Kabitz            | | PFD                   |
| Radio RST             | Kreis Steinfurt                                     | 21. September 1991 | Rheine          | Kathleen Berger            | | MMS                   |
| Radio Rur             | Kreis Düren                                         | 19. September 1992 | Düren           | Dietrich Meier             | | DuMont                |
| Radio Sauerland       | Hochsauerlandkreis                                  | 6. Oktober 1990    | Meschede        | Anke Gebhardt              | | Westfunk              |
| Radio Siegen          | Kreis Siegen-Wittgenstein                           | 2. Juni 1990       | Siegen          | Rüdiger Schlund            | | –                     |
| Antenne Unna          | Kreis Unna                                          | 30. November 1991  | Unna            | Thorsten Wagner            | | audiowest             |
| Radio Vest            | Kreis Recklinghausen, außer Gladbeck                | 21. März 1991      | Recklinghausen  | Julia Winterfeld           | Ging als Radio FiV auf Sendung und wurde 2005 nach Umstrukturierung zu Hit Radio Vest und 2010 zu Radio Vest umbenannt | audiowest             |
| Radio WAF             | Kreis Warendorf                                     | 5. September 1992  | Warendorf       | Frank Haberstroh           | | ams                   |
| Radio Westfalica      | Kreis Minden-Lübbecke                               | 22. Juni 1991      | Minden          | Ingo Tölle                 | | ams                   |
| Radio WMW             | Kreis Borken                                        | 4. April 1992      | Borken          | Lennart Thies              | Nahm den Sendebetrieb unter dem Namen Westmünsterlandwelle auf. | MMS                   |
| Radio Wuppertal 107,4 | Wuppertal                                           | 6. Oktober 1991    | Wuppertal       | Georg Rose                 | | PFD                   |

## Sendegebiete ohne Lokalradios in NRW
| Name       | Sendegebiet     | Sendestart              | Bemerkungen |
| ---------- | --------------- | ----------------------- | --- |
| Radio Olpe | Kreis Olpe      | bis heute nicht erfolgt | Es gab Versuchsausstrahlungen in den 2000er Jahren. Frequenzen wurden Anfang 2021 neu ausgeschrieben und sind jetzt für das Landesweite Programm NRW1 in Betrieb. Vom 19. bis 23. Mai 2023 hat die Firma Milling Broadcast ein Veranstaltungsradio unter der Bezeichnung Radio Olpe auf der Frequenz 91,3 MHz ausgestrahlt. |
| Welle West | Kreis Heinsberg | 16. Mai 1992            | Welle West stellte am 16. Mai 2007 den Sendebetrieb ein. Frequenzen wurden Anfang 2021 neu ausgeschrieben und sind jetzt für das Landesweite Programm NRW1 in Betrieb. |

## Sonstige ehemalige Lokalradios in NRW
| Name         | Sendegebiet                        | Sendestart        | Bemerkungen |
| ------------ | ---------------------------------- | ----------------- | --- |
| Radio Aachen | Aachen                             | 1. Februar 1992   | Am 26. Februar 2010 hatte Radio Aachen wegen Insolvenz sein eigenständiges Programm eingestellt und übernahm nur noch das Mantelprogramm von Radio NRW. Am 4. Oktober 2010 wurde die Frequenz von Radio Aachen durch den Sender Antenne AC übernommen, welcher nun auch für das Stadtgebiet Aachen sendet. |
| Antenne Ruhr | Mülheim an der Ruhr und Oberhausen | 2. September 1990 | Antenne Ruhr hat seinen Sendebetrieb am 5. August 2007 eingestellt und wurde in die Sender Radio Oberhausen und Radio Mülheim aufgeteilt. |